# Chris Buncombe
Christopher „Chris” James Buncombe (ur. 5 maja 1979 roku w Taunton) – brytyjski kierowca wyścigowy.

## Kariera
Buncombe rozpoczął karierę w międzynarodowych wyścigach samochodowych w 2000 roku od startów w Belgian Procar, gdzie jednak nie zdobywał punktów. W późniejszych latach Brytyjczyk pojawiał się także w stawce Brytyjskiej Formuły Renault, European Touring Car Championship, FIA GT Championship, 24-godzinnego wyścigu Le Mans, Le Mans Series, Speedcar Series, American Le Mans Series, FIA GT4 European Cup oraz Blancpain Endurance Series.

## Wyniki w 24h Le Mans
| Rok  | Zespół             | Partnerzy                    | Samochód                    | Klasa   | Okr. | Poz. | Klasa Pos. |
| ---- | ------------------ | ---------------------------- | --------------------------- | ------- | ---- | ---- | ---------- |
| 2007 | Binnie Motorsports | William Binnie Allen Timpany | Lola B05/42-Zytek           | LMP2    | 318  | 18   | 1          |
| 2011 | Jota               | Simon Dolan Sam Hancock      | Aston Martin V8 Vantage GT2 | GTE Pro | 74   | NU   | NU         |